# パナシナイコス
パナシナイコスAO（ギリシア語: Παναθηναϊκός Αθλητικός Όμιλος）は、ギリシャ・アテネに本拠地を置く総合スポーツクラブ。意味は「全てのアテネ人のために」、panas athinaikosが語源となっている。
サッカーやバスケットボール、バレーボールなどのクラブチームを所有している。

## サッカー
サッカー部門はオリンピアコス、AEKアテネと並ぶギリシャサッカーリーグの強豪として知られる。タイトル獲得数こそオリンピアコスに劣るものの、リーグ優勝19回、カップ優勝15回を誇る。更に、1970-1971シーズンにチャンピオンズカップ準優勝の実績があるが、これは同大会におけるギリシャ勢の最高成績である。

### タイトル

#### 国内タイトル
- スーパーリーグ: (20)
  - 1929–30, 1948–49, 1952–53, 1959–60, 1960–61, 1961–62, 1963–64, 1964–65, 1968–69, 1969–70, 1971–72, 1976–77, 1983–84, 1985–86, 1989–90, 1990–91, 1994–95, 1995–96, 2003–04, 2009–10

- ギリシャカップ: (18)
  - 1939–40, 1947–48, 1954–55, 1966–67, 1968–69, 1976–77, 1981–82, 1983–84, 1985–86, 1987–88, 1988–89, 1990–91, 1992–93, 1993–94, 1994–95, 2003–04, 2009–10, 2013–14

- スーパーカップ:3
  - 1988, 1993, 1994

- バルカンカップ:1
  - 1977

## バスケットボール

### 男子

#### タイトル
ギリシャA1リーグ:37（1945–46, 1946–47, 1949–50, 1950–51, 1953–54, 1960–61, 1961–62, 1966–67, 1968–69, 1970–71, 1971–72, 1972–73, 1973–74, 1974–75, 1976–77, 1979–80, 1980–81, 1981–82, 1983–84, 1997–98, 1998–99, 1999–2000, 2000–01, 2002–03, 2003–04, 2004–05, 2005–06, 2006–07, 2007–08, 2008–09, 2009–10, 2010–11, 2012–13, 2013–14, 2016–17, 2017–18, 2018–19）
ギリシャカップ:19（1978–79, 1981–82, 1982–83, 1985–86, 1992–93, 1995–96, 2002–03, 2004–05, 2005–06, 2006–07, 2007–08, 2008–09, 2011–12, 2012–13, 2013–14, 2014–15, 2015–16, 2016–17, 2018–19）
欧州チャンピオンズカップ／ユーロリーグ:6 （1996、2000、2002、2007, 2009, 2011）

#### 所属選手
| Number | Player                               | Position | Height (m) |
| 4      | Fragiskos Alvertis (C)               | SF       | 2.06       |
| 5      | Stratos Perperoglou                  | SF       | 2.03       |
| 6      | ヴァシレイオス・スパヌリス           | SG       | 1.92       |
| 7      | サニ・ベチロヴィッチ                 | PG/SG    | 1.95       |
| 8      | マイケル・バティステ                 | PF       | 2.04       |
| 9      | Andrija Zizic                        | C        | 2.06       |
| 10     | ニコス・ハツィブレタス               | SG/SF    | 1.96       |
| 11     | ディモステニス・ニコウディス         | PF       | 2.06       |
| 12     | コンスタンティノス・ツァーツァリス   | PF/C     | 2.09       |
| 13     | ディミトリオス・ディアマンティディス | PG       | 1.96       |
| 14     | ケネディ・ウィンストン               | SF       | 2.00       |
| 15     | デヤン・トマシェヴィッチ             | C        | 2.08       |
| 16     | Aris Tatarounis                      | PG       | 1.92       |
| 17     | ニコラ・プルカチン                   | C        | 2.08       |
| 19     | シャルーナス・ヤシケヴィチュス       | PG       | 1.98       |

#### 歴代監督
- ジェリコ・パブリセヴィッチ

#### 歴代所属選手
- アンドレアス・グリニアダキス
- アントニオス・フォツィス
- ラムーナス・シシュカウスカス
- ロベルタス・ヤフトカス
- アレクサンダー・ボルコフ
- バイロン・スコット
- デヤン・ボディロガ

## バレーボール

### 男子

#### タイトル
ギリシャリーグ
- 1963, 1965, 1966, 1967, 1970, 1971, 1972, 1973, 1975, 1977, 1982, 1984, 1985, 1986, 1995, 1996, 2004, 2006

ギリシャカップ
- 1982, 1984, 1985, 2007, 2008, 2010

#### 歴代所属選手
- アンドリヤ・ゲリッチ
- ジェリコ・タナスコビッチ
- プラメン・コンスタンティノフ
- ダンテ・アマラウ
- アンドレ・ナシメント
- ラファエル・パスカル
- クレイトン・スタンリー
- ビョルン・アンドレ
- パベウ・ザグムニ
- エルナルド・ゴメス

### 女子
ギリシャリーグでは強豪だが、ヨーロッパの舞台では目立った結果は残していない。

#### タイトル
ギリシャ選手権 （1971年、1972年、1973年、1977年、1978年、1979年、 1982年、 1983年、 1985年、1988年、 1990年、 1991年、 1992年、 1993年、 1998年、2000年、 2005年、 2006年, 2007, 2008, 2009, 2010 ,2011）
ギリシャカップ （2005年、 2006年, 2008, 2009, 2010）